# Assurrabi II
Assurabi ou Ashur-rabi II Foi um rei da Assíria. O seu reinado esteve entre os mais prolongados de todos os reis da Assíria, reinou durante 41 anos. Pouco se sabe sobre este reinado visto poucos documentos terem chegado aos nossos dias. Foi o filho mais novo de Assurnasirpal I. Foi rei da Assíria entre 1 013 a.C. e 972 a.C.
Foi sucedido por seu filho Assurrexixi II.